# Qinglong-Eisenbahnbrücke
Die Qinglong-Eisenbahnbrücke ist eine Beton-Bogenbrücke im Zuge des Abschnitts Guiyang–Kunming der chinesischen Schnellfahrstrecke Shanghai–Kunming, die das tief eingeschnittene Tal des Beipan Jiang mit einer Stützweite von 445 m in einer Höhe von 295 m quert. Sie verbindet den Eisenbahntunnel der einen Seite mit dem Tunnel auf der anderen Seite. Der Streckenabschnitt wurde 2016 eröffnet.
Die Qinglong-Eisenbahnbrücke ist Teil der längsten Schnellfahrstrecke der Welt und ist die größte Eisenbahn-Betonbogenbrücke der Welt. Sie gehört zu den fünfzehn größten Bogenbrücken sowie den dreißig höchsten Brücken der Welt.
Nicht weit von der Qinglong-Brücke entfernt, quert die Beipanjiang-Eisenbahnbrücke der Shui-Bai-Bahn in Liupanshui ebenfalls das Tal des Beipan Jiang.

## Lage
Sie steht etwa 13 km nordöstlich der Stadt Qinglong in der Provinz Guizhou. Rund 2 km flussaufwärts steht die 200 m hohe Guangzhao-Talsperre. 400 m flussabwärts befindet sich eine für den Bau gebaute Straßenbrücke. Die Beipanjiang-Brücke (Hukun Expressway) der Autobahn Shanghai–Kunming (G60), eine den Fluss in einer Höhe von 318 m querenden Hängebrücke, steht flussabwärts etwa 8,5 km Luftlinie entfernt.

## Beschreibung
Die Schnellfahrstrecke dient ausschließlich dem Personenverkehr und wird mit bis zu 350 km/h befahren.
Die zweigleisige, insgesamt 721 m lange Eisenbahnbrücke besteht aus einem Stahlbetonbogen mit einem CFST-Gerippe und einem Überbau aus einem aufgeständerten Spannbeton-Hohlkasten.
Der Bogen stützt sich auf in die Hänge betonierte Widerlager, die 25 m tief sind und bis zu 34 m weit in den Fels reichen.
Der Bogen hat eine Stützweite von 445 m und eine Pfeilhöhe von 100 m. Er hat einen rechteckigen, dreizelligen Hohlquerschnitt mit einer gleichbleibenden Höhe von 9,0 m. Seine Breite von 18,0 m beginnt ab den äußeren 66 m des Bogens zuzunehmen und erreicht an den Widerlagern 28,0 m.
Zu seinem Bau wurden zunächst zwei parallele CFST-Bögen aus je 4 Rohren mit einem Durchmesser von 75 cm erstellt, die durch Fachwerkgitter untereinander verbunden sind. Die Rohrbögen wurde mit Hilfe eines Kabelkrans montiert, der an hohen Gerüstpfeilern hoch über der Brücke quer über das Tal gespannt war. Dabei wurden je 40 vorgefertigte Rohrsegmente von 12 m Länge aneinandergefügt und an den bereits ausgeführten, auf den Widerlagern stehenden, 102 m hohen und provisorisch durch einen Fachwerkaufsatz erhöhten Pfeilern abgespannt. Die fertigen Rohrbögen wurden anschließend mit Beton verfüllt. Nach dem Aushärten wurde die Bögen in Anlehnung an die Melan-Bauweise abschnittsweise mit einer Schalung versehen und einbetoniert.
Die beiden Pfeiler über den Widerlagern sind 102,0 m hoch und, wie alle anderen, als Doppelpfeiler ausgeführt. Die Achsabstände zu den nächsten Pfeilern betragen 65,9 m, die im Freivorbau von den beiden Pfeilern aus überbrückt wurden. Auf dem Brückenbogen stehen 9 Ständer in Achsabständen von je 42,0 m.
Der Überbau besteht aus einem 8,0 m breiten einzelligen Spannbeton-Hohlkasten, der beidseits 2,7 m zu der 13,4 m breiten Fahrbahnplatte auskragt. Seine Höhe von 7,5 m an den beiden Pfeilern über den Widerlagern nimmt bis zur Mitte der benachbarten Feldern ab auf 4,0 m und bleibt dann unverändert. Die Felder über dem Bogen wurden einzeln mit Schalungen gebaut, die konventionell auf dem Bogen abgestützt wurden, und anschließend verbunden.